# Pseudepipona kozhevnikovi
Pseudepipona kozhevnikovi är en stekelart som först beskrevs av Kostylev 1927.  Pseudepipona kozhevnikovi ingår i släktet Pseudepipona och familjen Eumenidae. Inga underarter finns listade i Catalogue of Life.